# Namiboeme maraisi
Namiboeme maraisi är en skalbaggsart som beskrevs av Karl Adlbauer 2000. Namiboeme maraisi ingår i släktet Namiboeme och familjen långhorningar. Inga underarter finns listade i Catalogue of Life.